# Мокров, Юрий Александрович
Юрий Александрович Мокров (19 апреля 1962 — 14 марта 2013) — полковник ВС СССР и ВС РФ, командир 67-й и 10-й отдельных бригад специального назначения при Главном управлении Генерального штаба ВС РФ.

## Биография
Родился 19 апреля 1962 года в Алма-Ате в семье военнослужащего. Окончил 8 классов школы в Калининграде и Ленинградское суворовское военное училище в 1979 году, службу начал в отдельной роте специального назначения Сибирского военного округа (командир роты — будущий генерал-майор Леонид Поляков). Курсант Омского высшего общевойскового командного училища в 1979—1983 годах (4-й батальон, 11-я рота, 1-й взвод). По окончании училища проходил службу в 1044-м отдельном десантно-штурмовом батальоне ГСВГ, в 1986 году направлен в 24-ю отдельную бригаду специального назначения (Забайкальский военный округ).
В 1987—1988 годах нёс службу в Афганистане в составе 370-го отдельного отряда специального назначения. После вывода советских войск из Афганистана нёс службу в 16-й отдельной гвардейской бригаде специального назначения, окончил Военную академию имени М. В. Фрунзе. После учёбы в академии убыл в 22-ю отдельную гвардейскую бригаду специального назначения Северо-Кавказского военного округа, в которой нёс службу сначала как командир отряда, с 1995 года — как заместитель командира бригады; участник Первой чеченской войны.
В 1999 году занял пост командира 67-й отдельной бригады специального назначения, сменив на этом посту комбрига Леонида Полякова. Бригадой командовал до 2002 года; участвовал с ней во Второй чеченской войне, в октябре 1999 года ему пришлось хоронить своих подопечных, погибших в боях (старший лейтенант Михаил Безгинов, прапорщики Андрей Катаев, Юрий Травников и Сергей Сураев, солдат-срочник Николай Клычков). В 2000 году при нём бригада получила боевое знамя. Мокров ввёл традицию празднования Нового года и 23 февраля в составе бригады, а также стал инициатором проведения в Бердске ежегодного международного турнира по художественной гимнастике памяти Героя России Игоря Лелюха. В 2009 году в одном из таких турниров приняла участие дочь полковника Александра, чемпионка Южного федерального округа.
В 2003—2010 годах — командир 10-й отдельной бригады специального назначения, заново формировавшейся после того, как первоначальная советская 10-я отдельная бригада перешла в состав вооружённых сил Украины. Уволен в запас в связи с организационно-штатными мероприятиями, проживал в Краснодаре. Был отмечен рядом государственных наград: двумя орденами Красной Звезды, орденом «За военные заслуги» и рядом медалей.
Скончался 14 марта 2013 года. Причиной смерти стал отрыв тромба.